# Lipnica (województwo pomorskie)
Lipnica (kaszub. Lëpińce; niem. Liepnitz, daw. Lipienica i Lipnice) – wieś kaszubska w Polsce, położona w województwie pomorskim, w powiecie bytowskim, w gminie Lipnica, na Równinie Charzykowskiej w regionie Kaszub zwanym Gochami, przy trasie drogi wojewódzkiej nr 212.
| SIMC    | Nazwa      | Rodzaj    |
| ------- | ---------- | --------- |
| 0746981 | Trzebielsk | część wsi |
| 0746998 | Warszawa   | część wsi |
| 0747006 | Wygoda     | część wsi |

W latach 1954–1972 wieś należała i była siedzibą władz gromady Lipnica. W latach 1975–1998 wieś administracyjnie należała do województwa słupskiego.
Wieś jest siedzibą sołectwa Lipnica, w którego skład wchodzą również Smołdziny, Trzebielsk, Warszawa i Wygoda. Lipnica jest placówką Ochotniczej Straży Pożarnej. Miejscowość jest siedzibą gminy Lipnica. Na wschód od Lipnicy leży jezioro Kiedrowickie.
Według prof. Ewy Brunner nazwa ta pochodzi od pierwszych osadników zamieszkujących te tereny. Plemię to nazywało się Lipianie. Według prof. Brunner wieś ta została założona w 1358 r. pod nazwą Lipienice. Zdaniem Tomasza Drzazgi nazwa wsi wymieniana była już w 1310 r. jako Lypeniza. Twierdzi on, że nazwa wzięła się od drzewa lipy, które dawniej porastały teren miejscowości w dużych ilościach.